# Phantasie (Eisenach)

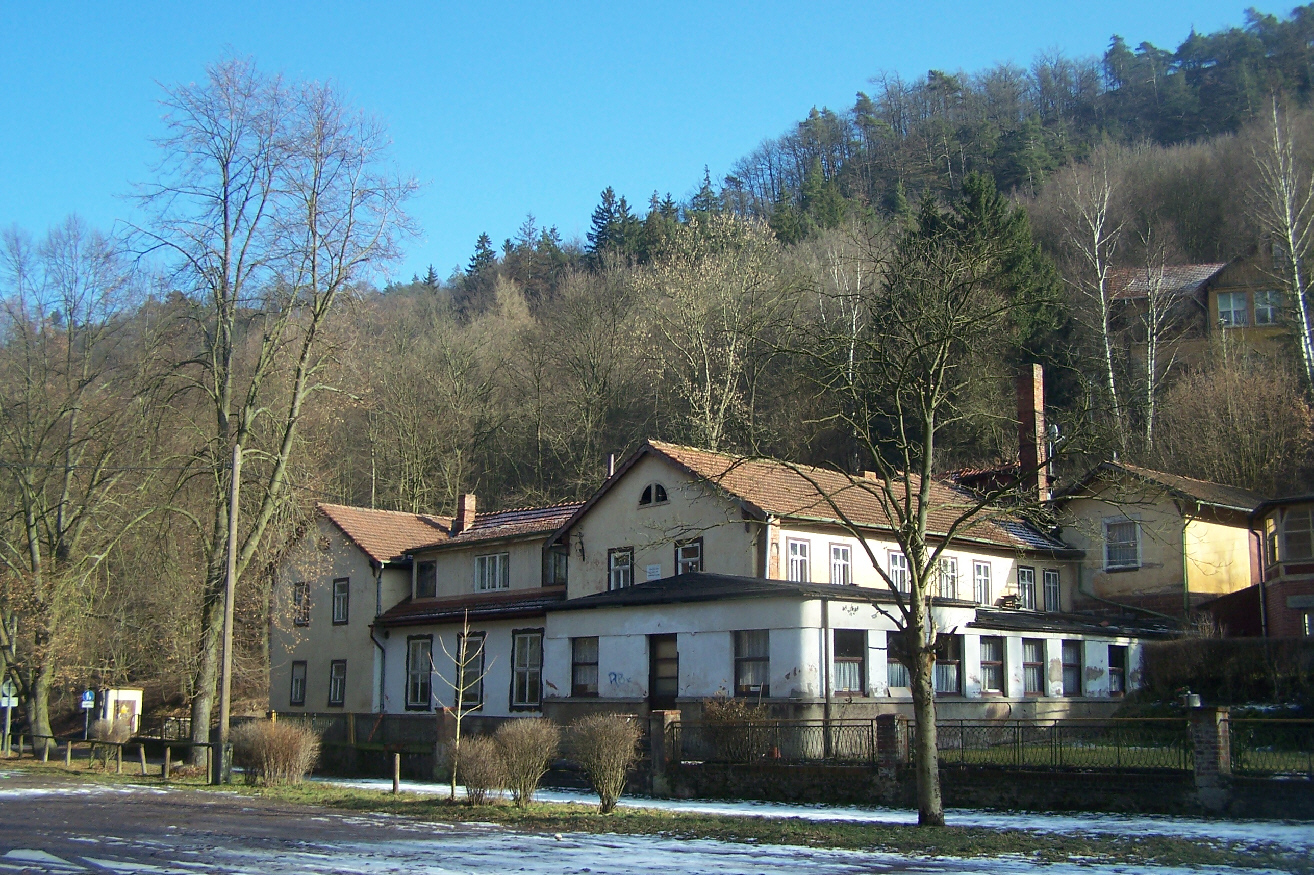
Hauptgebäude der Phantasie im Jahr 2009

Die Phantasie war ein Hotel und Ausflugslokal im Südviertel der Stadt Eisenach in Thüringen.

## Lage

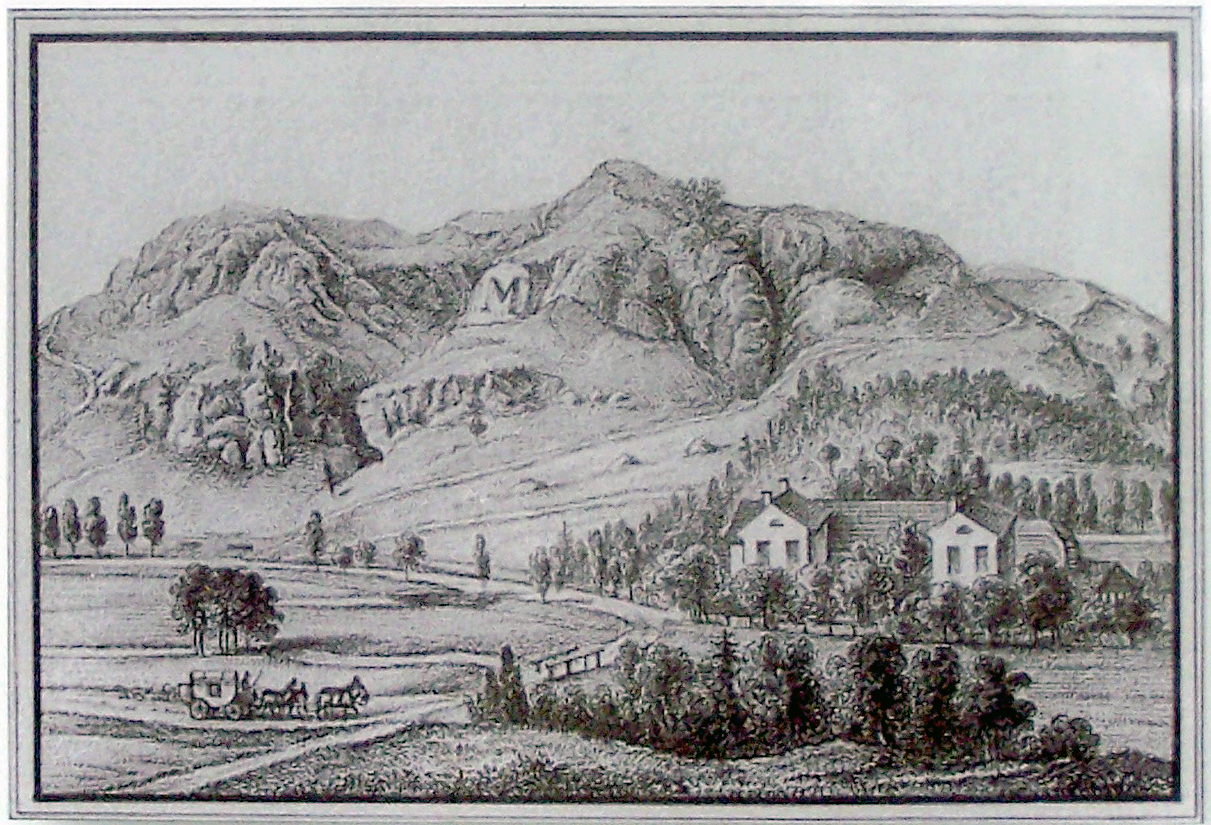
Die Phantasie im Mariental um 1859

Die Phantasie liegt im Mariental im Eisenacher Südviertel innerhalb des Flächendenkmals Mariental unmittelbar am südlichen Ortseingang der Bundesstraße 19. Sie befindet sich etwa auf halber Strecke zwischen den zwei beliebten Ausflugszielen Prinzenteich und Drachenschlucht.

## Geschichte

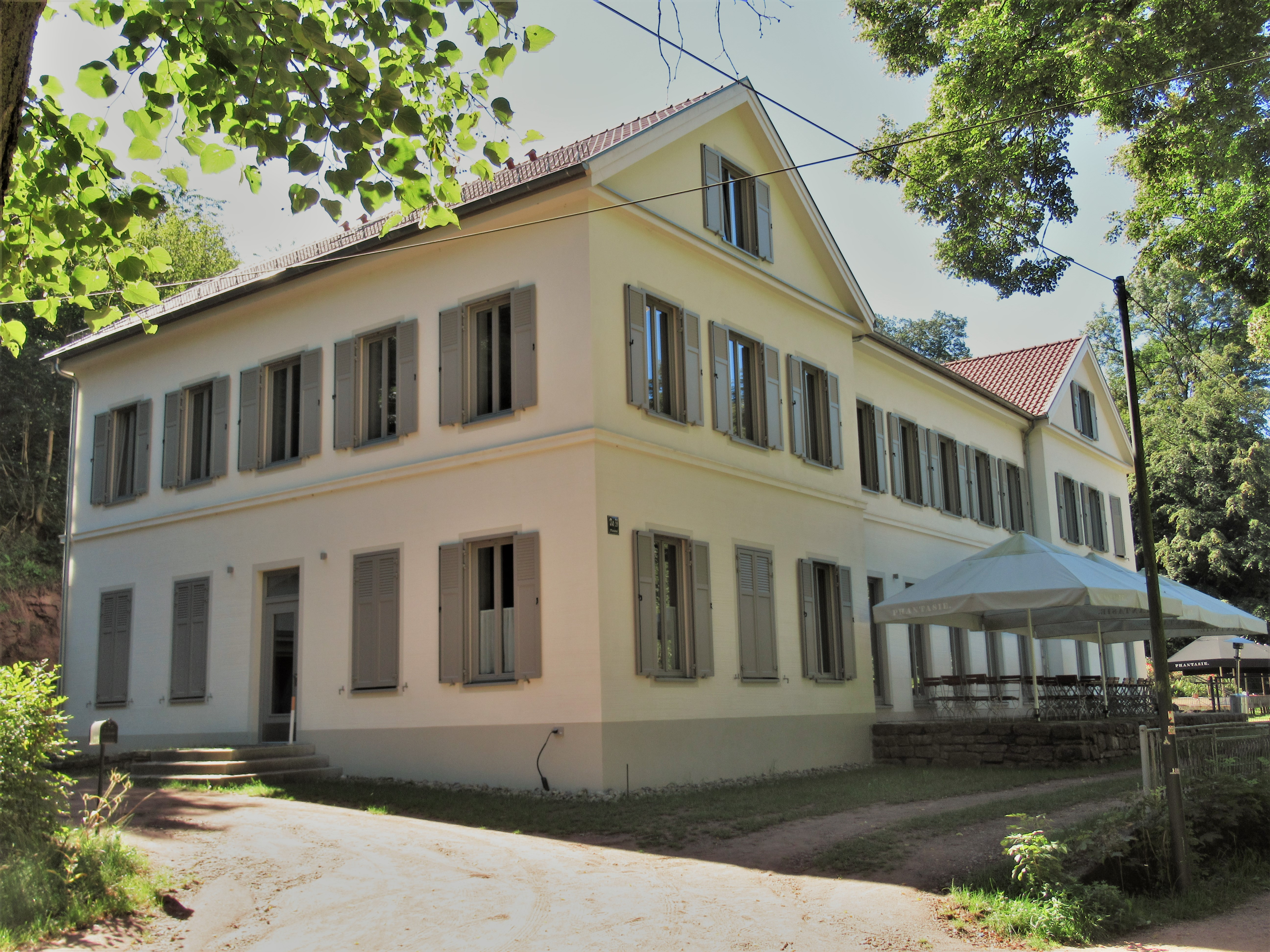
Die Phantasie im September 2023

Das Hauptgebäude der Phantasie wurde um 1850 errichtet. 1859 wurde in der Phantasie der Deutsche Nationalverein gegründet, woran eine Gedenktafel am Gebäude erinnert. 1897 erhielt das Anwesen Anschluss an die Straßenbahn Eisenach, deren Marientallinie von 1944 bis zur Stilllegung 1958 ihren Endpunkt an der Haltestelle Phantasie hatte. Vom Ende des 19. Jahrhunderts an bis in die 1930er Jahre betrieb die Eisenacher Schützengilde die Phantasie als Ausflugslokal, danach ging sie in Privatbesitz. In den 1930er Jahren entstand der noch erhaltene Anbau mit dem großen Gastraum. Dafür wurde ein vorher vorhandener kleinerer Saal abgerissen. 1935 wurde der Biergarten mit der noch vorhandenen markanten Pergola überdacht. Die Nutzung des Hauptgebäudes als Hotel und Pension endete in den 1980er Jahren. Der angrenzende Saal wurde noch bis Anfang der 1990er Jahre als Gastwirtschaft genutzt.
Nach Jahren des Leerstands erwarb 2015 ein privater Investor das Gebäude, der zunächst den historischen Biergarten restaurierte und wiedereröffnete. Nachfolgend sollte das stark vom Hausschwamm befallene Hauptgebäude durch einen Neubau in gleicher Kubatur ersetzt werden. Anfang September 2018 begann der Abriss der historischen Bausubstanz, nachdem während eines Sturms bereits ein Schornstein in das Dach gestürzt war. In dem Neubau sollen 12 Ferienwohnungen sowie ein Gesellschaftsraum für verschiedene Nutzungen (jedoch keine dauerhafte Gastronomie) entstehen.
Die Bauarbeiten für den Nachfolgebau begannen schließlich im Frühjahr 2019, im Juni wurde ein öffentliches Richtfest gefeiert und bereits im Januar des Folgejahres konnten (bis auf einige später folgende Details) die Fassadenarbeiten abgeschlossen und die Baugerüste entfernt werden.